# 相澤莉多
相澤 莉多（あいざわ りた、1998年3月28日 - ）は、日本の俳優。埼玉県出身。キャストコーポレーション所属。

## 略歴
- 2020年7月、舞台『炎炎ノ消防隊』にアンサンブルとして出演[3]。
- 2021年8月、舞台『東京卍リベンジャーズ』に三ツ谷隆役で出演し本格デビュー[4]。
- 2021年8月9日、公式Twitter開設[5]。
- 2024年3月、オフィシャルファンクラブ「ねえ！リタ！！」開設[6]。

## 人物
- 特技は日本拳法、アクション（階段落ち）であり、格闘技歴は13年（総合格闘技、キックボクシング、カリシラット）[1]。
- 美容師免許を持っている[1]。

## 出演

### 舞台
2020年
- 炎炎ノ消防隊（7月31日 - 8月2日、梅田芸術劇場 シアター・ドラマシティ / 8月6日 - 9日、KT Zepp Yokohama） - アンサンブル出演[3]

2021年
- 舞台 東京リベンジャーズ（8月6日 - 8日、COOL JAPAN PARK OSAKA WWホール / 8月12日 - 14日、日本青年館ホール / 8月19日 - 22日、神奈川 KAAT 神奈川芸術劇場 ホール） - 三ツ谷隆 役[4]

2022年
- 天使は桜に舞い降りて（1月6日 - 16日、サンシャイン劇場 / 1月22日 - 23日、名古屋市公会堂 大ホール） - 源九郎判官義経 役[7][8]
- 舞台 東京卍リベンジャーズ-血のハロウィン編-（3月18日 - 21日、COOL JAPAN PARK OSAKA WWホール / 3月25日 - 4月3日、サンシャイン劇場） - 三ツ谷隆 役[9]
- 紅葉鬼 酒呑奇譚（5月8日 - 15日、シアター1010） - 行成 役[10]
- 弱虫ペダル The Cadence!（7月5日 - 10日、シアター1010 / 7月16日 - 18日、COOL JAPAN PARK OSAKA TTホール） - 荒北靖友 役[11]
- 風都探偵 The STAGE（12月29日 - 2023年1月15日、サンシャイン劇場 / 2023年1月19日 - 25日、梅田芸術劇場 シアター・ドラマシティ） - 真倉俊 役[12]

2023年
- HELI-X スパイラル・ラビリンス（6月2日 - 11日、サンシャイン劇場 / 6月17日 - 18日、COOL JAPAN PARK OSAKA WWホール） - ドウモト 役[13][14]
- ナナシ-第七特別死因処理課-（10月27日 - 11月5日、天王洲 銀河劇場） - ブコツ 役[15]
- 舞台 東京リベンジャーズ －聖夜決戦編－（12月22日 - 25日、東大阪市文化創造館 Dream House 大ホール / 12月29日 - 2024年1月8日、品川プリンスホテル ステラボール） - 三ツ谷隆 役[16]

2024年
- 弱虫ペダル THE DAY 2（3月1日 - 10日、天王洲 銀河劇場） - 荒北靖友 役[17]
- 舞台 サイボーグ009（5月18日 - 26日、日本青年館ホール） - 0010 / マイナス、リク 役[18]
- 舞台 野球 飛行機雲のホームラン 〜Homerun of Contrail（6月22日 - 30日、天王洲 銀河劇場 / 7月6日 - 7日、サンケイホールブリーゼ） - 菱沼力 役[19][20]
- 弱虫ペダル Over the sweat and tears（8月31日 - 9月8日、シアターH）[21]
- 刃牙 THE GRAPPLER STAGE -地下闘技場編-（12月14日 - 18日、新宿FACE） - 加藤清澄 役[22]

2025年
- 舞台 桃源暗鬼 -練馬編-（1月4日 - 19日、天王洲 銀河劇場） - 桃角桜介 役[23]
- 舞台 青のミブロ（4月11日 - 20日、EX THEATER ROPPONGI / 4月25日 - 27日、京都劇場） - 斎藤はじめ 役[24]
- 舞台「99」-（5月14日、 こくみん共済 coop ホール／スペース・ゼロ） - 看守 役（ゲスト） [25]
- 舞台「華の天羽組 -羽王戦争編- powered byヒューマンバグ大学」前編（5月17日 - 25日、新宿FACE） - 飯豊朔太郎 役
- 舞台 東京リベンジャーズ －The LAST LEAP－（6月26日 - 29日、COOL JAPAN PARK OSAKA WWホール / 7月3日 - 10日、KAAT神奈川芸術劇場 ホール） - 三ツ谷隆 役[26]

### 映画
- 秘密の花園（2021年） - 学生 役[27]
- 舞倒れ（2024年） - 矢柄 役[28]

### テレビドラマ
- 過保護な若旦那様の甘やかし婚 第1話・第3話（2024年5月24日・6月7日、MBS） - 山田隼人 役[29]

### 配信ドラマ
- ナナシ-第七特別死因処理課-（DMM.com） - ブコツ 役
  - シーズン1（2023年）[30]
  - シーズン2（2024年）[31]

### インターネット配信
- キャストコーポレーションチャンネル（2020年8月18日 - 、ニコニコ生放送）[32] 不定期出演

### イベント
- 菊池さんちの修司くん、26歳になったってよ!〜今年は大好きなみんなに祝ってもらう!〜（2021年10月31日、TOKYO FM HALL） - ゲスト出演[33]
- 桜庭大翔バースデーイベント『筋肉祭 -27-』（2023年2月25日、SUBIR AKASAKA TOKYO） - 2部 ゲスト出演
- 「相澤莉多1st Fan Meeting〜お手やわらかに〜」（2024年6月1日、ラゾーナ川崎プラザソル）
- Takuto Nakajima Birthday event 2024（2024年9月14日、THECOO株式会社 イベントスペース） - 1部 ゲスト出演[34]